# Полубинский, Александр Гилярий
Князь Александр Гилярий Полубинский (6 сентября 1626 — 3 ноября 1679) — крупный военный и государственный деятель Речи Посполитой. Сын каштеляна мстиславского и воеводы перновского Константина Александровича Полубинского и Софьи Андреевны Сапеги. Подкоморий слонимский (1650—1654), подстолий великий литовский (1654), писарь польный литовский (1654—1668), генеральный староста жемайтский (1669—1670), маршалок великий литовский (1669—1679). Староста слонимский, волковысский, бобруйский, озеринский и велятицкий, администратор брестской экономии. Ему принадлежали города Деречин, Глуск, Рудобелка, Дятлова, Горы Великие и Горки.

## Биография
Вначале учился в Виленской и Замойской академиях, затем продолжал образование в Кракове. Около 1643 года был отдан ко двору польского короля Владислава IV и стал покоевым королевским дворянином. Осенью следующего 1644 года князь Александр-Гилярий Полубинский был отправлен польским королём за границу в Нидерланды и Францию «для изучения языков, законов и обычаев тамошных». В 1646 году Александр Полубинский вернулся на родину и с этого года неоднократно избирался послом на сеймы.
В 1648 году князь Александр Полубинский принял активно участие в подавлении казацко-крестьянских выступлений на Украине и в Белоруссии. Под предводительством польного гетмана литовского Януша Радзивилла Александр Полубинский, командуя собственной гусарской хоругвью, в феврале 1649 году участвовал в осаде и взятии Мозыря. В июле 1649 году принимал участие в разгроме казацких полков черниговского полковника Мартына Небабы в битве под Лоевом. Весной 1650 года получил должность подкомория слонимского. В сентябре 1651 года Александр Полубинский участвовал в битве польско-литовской армии с казацким войском под командованием украинского гетмана Богдана Хмельницкого под Белой Церковью. В 1651—1652 годах князь Александр Полубинский командовал тремя хоругвями (гусарской, казацкой и драгунской) в литовской армии Януша Радзивилла.
В мае 1654 года князь Александр-Гилярий Полубинский был назначен подстолием Великого княжества Литовского. Летом того же 1654 года принял участие в русско-польской войне 1654—1667 годов. В августе участвовал в битвах под Шкловом и Шепелевичами, где небольшое литовское войско Януша Радзивилла было дважды разгромлено превосходящими силами русской армии. После поражения по распоряжению Януша Радзивилла Александр Полубинский находился под Смяловичами, где собирал рассеянные литовские отряды. В августе-сентябре 1654 года Александр Полубинский был назначен польным писарем литовским. В начале 1655 года участвовал в зимней кампании великого гетмана литовского Януша Радзивилла против Москвы, принимал участие в осаде литовским войском городов Новый Быхов и Могилёв.
В 1655—1660 годах князь Александр Полубенский участвовал в войне Речи Посполитой против Швеции. В октябре 1655 года Александр Полубенский, сражаясь под командованием польного гетмана коронного Станислава Лянцкоронского, командовал королевской гусарской хоругвью и участвовал в битве со шведской армией под Войничем. Шведский король Карл X Густав одержал победу над польской армией. 26 октября под Краковом вместе с Александром Конецпольским, Яном Собеским и Дмитрием Вишневецким Александр Полубенский присягнул на верность шведскому королю Карлу Х Густаву. Получил от него несколько тысяч злотых на восстановление гусарской хоругви под командованием Карла Х Густава. На стороне шведской армии сражался против сторонников Яна Казимира и участвовал в зимнем походе Карла Х Густава против курфюрста Бранденбурга.
2 февраля 1656 года в Мазовии Александр Полубенский своей хоругвью перешел на сторону законного польского короля Яна Казимира, вернувшего из Силезии в Польшу. Полубенский 14 февраля в Брянске на Подляшье присоединился с отрядами конфедератов под командованием воеводы витебского Павла Яна Сапеги.
В марте 1656 года Александр Полубенский во главе литовского авангарда был отправлен новым великим гетманом литовским Павлом Сапегой из Подляшья на помощь польским войскам, сражавшимся против шведских оккупантов на территории Польши. Александр Полубенский с корпусом прибыл в Малопольшу, где вступил в Тышковецкую конфедерацию. Под командованием Павла Яна Сапеги Александр Полубенский участвовал в блокаде шведской армии в междуречье Вислы и Сана.
В июле 1656 году князь Александр Полубенский участвовал в трехдневной битве со шведской армией под Варшавой, где командовал конным полком, в состав которого находилось девять хоругвей.
В октябре 1656 году полк А. Полубенского вошёл в состав дивизии под командованием польного гетмана литовского Винцента Гонсевского и участвовал в военной кампании в Восточной Пруссии, где принимал участие в битвах под Простками и Филиповым.
В конце 1656 — начале 1657 года участвовал в осаде города Тыкоцина в Подляшье, где находился шведский гарнизон. 26 января 1657 года командовал гусарами при штурме города, который был взят штурмом.
Летом 1657 года Александр Полубенский с конным отрядом (3 тыс. чел.) был отправлен Павлом Сапегой на соединение со Стефаном Чарнецким на Волынь, где участвовал в боях с отступающей трансильванско-казацкой армией Дьердя Ракоци. 23 июля под Чёрным Островом в Подолии Дьёрдь Ракоци был окружен польско-литовскими войсками, разгромлен и капитулировал. Под актом о капитуляции стояла подпись князя Александра Полубенского.
В 1657 году благодаря польному писарю коронному Яну Сапеге получил во владение староство слонимское.
В течение 1658 года по распоряжению Яна Казимира Вазы князь Александр Полубенский во главе королевского полка находился в Польше. В августе 1658 года получил право на формирование драгунского отряда из 100 конных воинов.
В ноябре 1658 года Александр Полубенский руководил осадой и взятием Минска. Во время военной кампании он взял в плен московского воеводу и многих офицеров. Король Ян Казимир и великий гетман литовский Павел Ян Сапега предоставили Полубенскому право получить за них выкуп из Москвы.
В январе 1659 года по королевскому приказу князь Александр Полубенский увёл свою дивизию из Курляндию на юг, чтобы отразить новое нападение русского войска князя Ивана Андреевича Хованского. Командовал королевским полком, драгунским эскадроном, татарской и казацкой хоругвями.
В марте 1660 года в литовских войсках началась волнения («конфедерация»), связанная с несвоевременной выдачей жалованья. Конфедераты отправили из Дрогичина своих агататоров в разные места, где были расквартированы литовские войска. Александр Полубенский к середине мая смог изолировать подчиненный ему полк от конфедератов.
8 мая 1660 года был назначен командиром полка правого фланга в литовском войске. 28 июня под командованием великого гетмана литовского Павла Сапеги участвовал в битве под Полонкой и в осаде Борисова. В сентябре-октябре 1660 года польный писарь литовский Александр Полубинский участвовал в боях русскими войсками под командованием князя Юрия Алексеевича Долгорукова на реке Бася. В июне князь Александр Полубенский с полком осадил крепости Шклов и Оршу. В 1661 году был избран послом на варшавский сейм от слонимского повета. В октябре 1661 года участвовал в битве с русской армией во главе с князем Иваном Хованским под Кушликами. В 1661 году на варшавском сейме А. Полубенский получил во владение староство Рудобелка в мозырьском повете.
В 1662 году основал монастырь бернардинцев в Глуске.
После гибели польного гетмана литовского Винцента Гонсевского Александр Полубенский стал одним из трех кандидатов на булаву польного гетмана литовского. Его соперниками были Михаил Казимир Пац и Богуслав Радзивилл. В июле 1663 года его кандидатуру поддерживали Павел Сапега и Богуслав Радзивилл. Новым польным гетманом литовским стал Михаил Казимир Пац.
В конце 1663 — начале 1664 годов польный писарь литовский Александр Полубинский участвовал в Московском походе польского короля Яна Казимира Вазы Командовал правым флангом литовского войска. При этом Михаил Обухович в своём дневнике отмечает, что командование поручено князю Александру Полубенскому как «мужу в военных делах искусснейшему, которому войско привыкло доверять более, чем кому-либо иному». После неудачной осады Глухова Полубинский был отправлен во главе 8-тысячного отряда вглубь русских земель для их опустошения. Во время рейда он столкнулся с авангардом русского войска и сразился с ним в битве при Косуличах, после которой вернулся к королю под Севск. После окончания похода, окончившегося полной катастрофой, он, во главе полка «Его Королевской Милости» (куда входили его казацкая и королевская гусарская хоругви), сопровождал короля Яна Казимира на Вильно: через Могилёв и Минск. В октябре 1664 года был избран послом от слонимского повета на сейм, где его представили к награде «за военные заслуги».
Во время рокоша великого маршалка коронного Ежи Себастьяна Любомирского против Речи Посполитой (1665—1666) польный писарь литовский князь Александр Полубенский сохранил верность польскому королю Яну Казимиру Вазе. В сентябре 1665 года во время битвы под Ченстоховой с рокошанами командовал полком литовской кавалерии. После поражения попал в плен и вместе с другими пленниками принёс присягу — что "впредь никогда не поднимет меч против «братьев коронных».
В 1666 году, несмотря на королевское предписание, Александр Полубенский отказался возглавить поход литовского войска в Польшу против рокошан. Литовский контингент повел польный гетман литовский Михал Казимир Пац. Король Речи Посполитой Ян II Казимир приказал расформировать гусаркую королевскую хоругвь Полубенского, отстранив его от звания поручика. Весной 1666 года польный писарь литовский князь Александр Полубенский вторично претендовал на булаву польного гетмана литовского. После смерти великого гетмана литовского Павла Яна Сапеги (в декабре 1665 года) новым великим гетманом литовским и воеводой виленским был назначен Михаил Казимир Пац. На сейме в марте 1666 года большинство депутатов «избы посольской» поддержало кандидатуру А. Полубенского. На сейме в ноябре 1666 года литовские князья-магнаты Сапеги, Огинские и Радзивиллы поддержали князя Александра Полубенского, но булаву польного гетмана литовского получил Владислав Волович.
В 1667 году от отшмянского повета был избран генеральный сейм в Варшаве. На сейме был назначен членом комиссии, которая должна была создать новый монентный двор ВКЛ. Стал комиссаром по выплате наградных денег литовскому войску. В 1667 году после заключения Поляновского перемирия с Русским царством произошло сокращение литовского войска. Все хоругви А. Полубенского были распущены.
В июле 1668 года был назначен на должность старосты жмудского, но не принял её, и осенью того же года выступал на сейме только как «писарь польный». В августе 1668 года подписал акт об отречении от польского трона Яна Казимира Вазы. В мае-июле 1669 года генеральный староста жмудский Александр Полубенский участвовал в избирательном сейме в Варшаве, где подписал акт об избрании короля Михаила Корибута Вишневецкого. В ноябре 1669 года Александр Полубенский, отказавшийся от звания генерального старосты жмудского, примирился с Пацами и получил должность великого маршалка литовского.
Во время правления короля Михаила Вишневецкого (1669—1673) польный писарь литовский Александр Полубенский был сторонником партии Пацов в их противостоянии с родами Сапег, Радзивиллов и Огинских. В июле 1672 года вместе с Пацами Александр Гилярий Полубинский подписал акт «конфедерации Виленской» против оппозиции. В 1673 году участвовал в выборах короля Яна III Собеского, а в 1676 году присутствовал на коронационном сейме.
Вскоре Александр Полубенский разошелся с Пацами и перешел на сторону Яна Собеского. В ноябре 1674 года великий гетман литовский Михаил Казимир Пац и всё литовское шляхетское ополчение под Брацлавом перешли на сторону оппозиции, но князь Полубенский оставался на стороне Яна III. Распустив собственные отряды, перешедшие на сторону оппозиции, он сформировал новые.
26 сентября 1674 — 10 января 1675 года, ранее назначенный комиссаром Речи Посполитой на переговоры с Русским царством, он участвует в переговорах с московскими комиссарами в Андрусове. В 1677 году был избран послом на варшавский сейм, где продолжал оставаться на стороне короля, был назначен членом комиссии по сокращению литовского войска и денежным выплатам войску.
Великий маршалок литовский Александр-Гилярий Полубенский скончался 3 ноября 1679 года в Вогине и похоронен 7 декабря в Деречине.

## Семья
Князь Александр-Гилярий Полубинский был дважды женат. Его первой женой была Сюзанна Хрептович, дочь воеводы новогрудского Ежи Хрептовича и Сюзанны Нонхарт, вдове воеводы новогрудского Томаша Сапеги. В первом браке детей не имел.
В 1652 году вторично женися на Софье Констанции Володкович, дочери воеводы новогрудского Криштофа Володковича (ум. 1670). Дети от второго брака:
- Доминик Ян Михаил Полубинский (ум. 1683), староста волковысский,
- Криштоф Константин Полубинский (ум. 1685), староста волковысский,
- Анна Марианна Полубинская (ум. 1690), жена великого канцлера литовского князя Доминика Николая Радзивилла,
- Изабелла Анна Полубинская (ум. 1721), жена воеводы трокского и мстиславского князя Юрия Станислава Сапеги.